# Prasinocyma pavlitzkiae
Prasinocyma pavlitzkiae är en fjärilsart som beskrevs av Fletcher 1958. Prasinocyma pavlitzkiae ingår i släktet Prasinocyma och familjen mätare. Inga underarter finns listade i Catalogue of Life.